# Christiane Arp

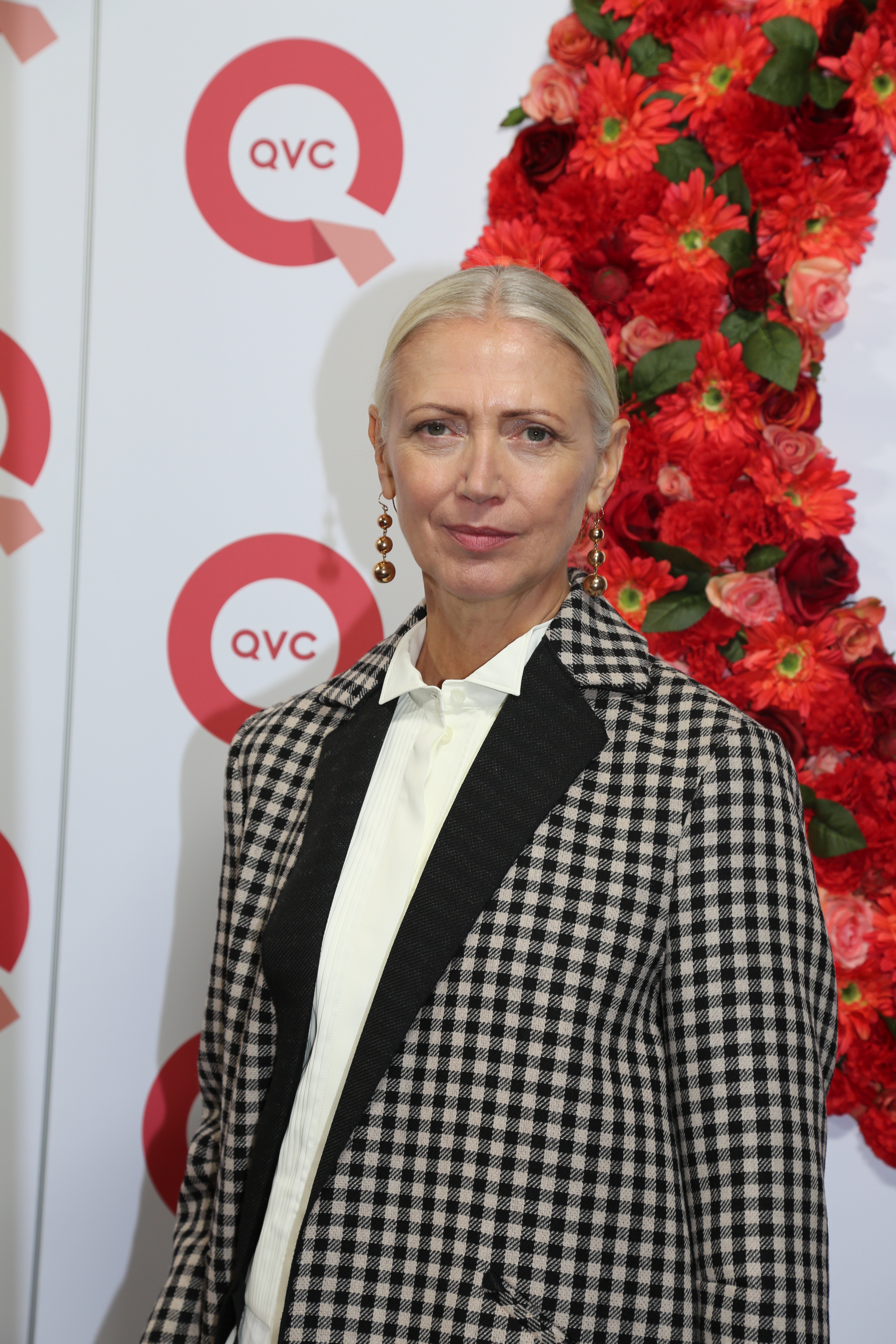
Christiane Arp (2017)

Christiane Arp (* 11. Mai 1961 in Stinstedt) ist eine deutsche Journalistin.

## Leben
Arp wuchs auf dem Lande auf und ging nach dem Abitur nach Hamburg. Dort studierte sie an der Fachhochschule Hamburg und schloss das Studium als Diplom-Modedesignerin ab. Bereits während ihres Studiums machte sie bei der Strickzeitschrift Nicole ein Praktikum und war journalistisch tätig. Sie arbeitete für Zeitschriften wie Brigitte und Viva!. Bei Für Sie leitete sie das Moderessort; Modechefin war sie bei Amica sowie Ressortleiterin Mode beim Stern.
2002 wurde sie von Angelica Blechschmidt als  stellvertretende Chefredakteurin zur deutschen Vogue geholt und war gleichzeitig Fashion Director. Seit März 2003 leitet sie die Chefredaktion. Nach 18 Jahren verließ Christiane Arp aus persönlichen und privaten Gründen die deutsche Modebibel „Vogue“. Im Dezember 2020 verkündete der Verlag Condé Nast ihren Abschied.
2023 machte Arp in einem Interview mit dem Spiegel ihre Depressionserkrankung öffentlich, die sie als einen Grund für ihren Amtsrücktritt bezeichnete.
Arp gehört zum Organisationsteam der Berlin Fashion Week.
2024 wurde sie mit dem Verdienstorden des Landes Berlin ausgezeichnet.

## Trivia
Nach Ansicht von Christiane Arp kann „Mode unglaublich politisch sein“. Denn sie werde einerseits immer wieder dazu genutzt, politische Botschaften zu verbreiten, und lässt andererseits jederzeit die Freiheit, sich für teure Designer-Kleidung zu entscheiden oder einen wesentlich günstigeren individuellen Stil zu pflegen.